# Callistege obscura
Callistege obscura är en fjärilsart som beskrevs av Barend J. Lempke 1949. Callistege obscura ingår i släktet Callistege och familjen nattflyn. Inga underarter finns listade i Catalogue of Life.